# 청도군의 농어촌버스
청도군의 농어촌버스는 경상북도 청도군의 대표적인 시내 대중교통 수단이다.
2010년 현재 8개의 노선이 운행중이며, 운수업체로는 청도버스가 유일하다.

## 청도군 차적의 버스 노선

### 순환버스
각 버스정류소에서 행선지별로 농어촌버스가 운행하고 있다.
| 기·종점        | 행선지                                                             |
| -------------- | ------------------------------------------------------------------ |
| 풍각버스정류소 | 옥산, 사동, 묘봉, 금곡, 화산, 안산, 각북, 수월, 상수월, 명대, 지슬 |
| 동곡버스정류소 | 임당, 오봉, 임실, 소천, 갈지, 김전                                 |

### 농어촌버스
여느 농어촌이 그러하듯 가지노선을 확인하고 이용하여야 한다. 0번을 제외한 모든 노선이 가지노선을 가지고 있다.
| 운행노선 | 행선지 |
| -------- | --- |
| 0번      | 풍각버스정류소 ~ (이서면)가금리 ~ 학산리 ~ 양원리 ~ (가창면)삼산리 ~ 대일리 ~ (대구광역시 수성구)파동 ~ 황금동 ~ 만촌역(만촌육교) ~ 동대구터미널                                                   |
| 0-1번    | 청도버스정류소 ~ (화양읍)합천리 ~ (이서면)학산리 ~ 양원리 ~ (가창면)삼산리 ~ 대일리 |
| 1번      | 청도버스정류소 ~ (화양읍)합천리 ~ (각남면)예리리(※일부 구곡리 경유) ~ 풍각버스정류소 |
| 2번      | 청도버스정류소 ~ (화양읍)합천리 ~ (이서면)학산리(※일부 소라리·눌미리 경유) ~ ①신촌리~칠곡리~팔조리·대곡리 ②구라리~가금리~대전리~칠엽리 ③토평리~유등리 ④금촌리 ⑤수야리~문수리                       |
| 3번      | 청도버스정류소 ~ (청도읍)원정리(※일부 부야리·운산리 행) ~ (매전면)덕산리 ~ 관하리(※일부 금천리 행) ~ 동산리(※일부 남양리·신지리 경유) ~ (금천면)동곡리 ~ (운문면)대천리 ~ 방음리 ~ 신원리 ~ 운문사 |
| 5번      | 청도버스정류소 ~ (청도읍)원리 ~ 신도리 ~ 옥산리 ~ ①음지리 ②(밀양시 상동면)금산리 ③(매전면)사촌리 ~ 지전리 ~ 내리 ~ㅡㅡ ~ 북지리 ~ (금천면)금곡리 ~ 동곡버스정류소                                  |
| 7번      | 청도버스정류소 ~ ①(청도읍)덕암리·내리·안인리 ②(화양읍)무등리 ~ 삼신리 ~ 다로리 ~ 남성현 |

## 운임
아래 요금은 2024년 12월 9일 기준이다.
| 종류     | 나이                    | 요금(원) |
| -------- | ----------------------- | -------- |
| 기본요금 | 어른 (만 19세 이상)     | 1,500    |
| 기본요금 | 청소년 (만 13세 ~ 18세) | 850      |
| 기본요금 | 어린이 (만 7세 ~ 12세)  | 400      |

- 2013년 11월 1일부터 청도군 관내 구간의 버스 요금을 단일화하였다.[1] 단, 청도~풍각~오산 노선과 청도~동곡~정상 노선 등 버스정류장을 거치는 4개 노선의 경우 2,400원이 적용된다.
- 청도군 농어촌버스 시간표와 운임
- 2016년 12월 19일부터 풍각과 동대구복합환승센터를 오고가는 0번 노선의 요금을 인상하여, 대구 관내 구간만 이용해도 구간요금을 적용했다.
- 대경선 개통을 앞두고 대구와 인접한 경북 지역 지자체 버스의 광역환승제 시행에 합의, 2024년 12월 9일부터 시계외요금을 폐지했다. 이에 따라 0번의 동대구복합환승센터 - 풍각 전 구간도 1,500원으로 단일화되고, 대구 관내 구간만 이용시의 구간요금도 폐지됐다.